# Thoroughly Modern Bing
Thoroughly Modern Bing – winylowy album muzyczny nagrany przez Binga Crosby’ego dla Pickwick Records w Mastertone Recording Studio w Long Island City w Nowym Jorku wydany w 1968 roku. Orkiestrę poprowadził „Bugs” Bower z grupą wokalną pod dyrekcją Dona Marshalla. Crosby następnie nagrał swoje wokale na dwóch oddzielnych sesjach w lutym 1968 roku. Utwór, „Where the Rainbow Ends”, również został nagrany 12 lutego 1968 roku, lecz nie pojawił się na oryginalnym albumie winylowym, ale został umieszczony na wznowionym wydaniu.

## Lista utworów
| Strona pierwsza | Strona pierwsza                   | Strona pierwsza                       | Strona pierwsza |
| Nr              | Tytuł utworu                      | Autor                                 | Długość         |
| --------------- | --------------------------------- | ------------------------------------- | --------------- |
| 1.              | „Talk to the Animals”             | Leslie Bricusse                       | 3:07            |
| 2.              | „Love Is Blue (L'amour est bleu)” | Bryan Blackburn, André Popp           | 2:36            |
| 3.              | „Ding-Dong! The Witch Is Dead”    | Harold Arlen, E.Y.Harburg             | 2:16            |
| 4.              | „Chim Chim Cher-ee”               | Robert B. Sherman, Richard M. Sherman | 3:04            |
| 5.              | „(I Call You) Sunshine”           | Jack Wolf, John Howard, "Bugs" Bower  | 2:07            |
| 6.              | „High Hopes”                      | Jimmy Van Heusen, Sammy Cahn          | 2:43            |

| Strona druga | Strona druga               | Strona druga                 | Strona druga |
| Nr           | Tytuł utworu               | Autor                        | Długość      |
| ------------ | -------------------------- | ---------------------------- | ------------ |
| 7.           | „Thoroughly Modern Millie” | Jimmy Van Heusen, Sammy Cahn | 2:15         |
| 8.           | „My Friend, the Doctor”    | Leslie Bricusse              | 3:00         |
| 9.           | „Up, Up and Away”          | Jimmy Webb                   | 2:54         |
| 10.          | „Puff, the Magic Dragon”   | Peter Yarrow, Leonard Lipton | 3:07         |
| 11.          | „What's More American?”    | Kadish Millet                | 2:33         |